# Val di Sole
Val di Sole (em português vale do sol) é um vale alpino na região de Trentino-Alto Adigio, ao norte da Itália. As localidades principais no vale são Malè, Vermiglio, Peio, Dimaro e Croviana.
O vale está coroado pelo passo de Tonale, e junto ao vale do rio Oglio que flui para Edolo. Pelo noroeste, o área é dominada pelo pico Ortles e o parque nacional do Stelvio, e no sudoeste pela cordillera Adamello-Presanella com o parque natural Adamello-Brenta. Na parte sul da região encontra-se a estação de esqui Madonna di Campiglio, justo sobre o Campo Carlo Magno, um passo que conduz a Val Rendena.
No este, a região termina em Mostizzolo, onde o vale principal se dobra para o sul até Val di Non antes de unir ao vale do Adigio, ao norte de Trento.
É um importante centro de desportos de inverno, onde se disputaram várias edições do Campeonato Mundial de Ciclismo de Montanha.

## Etimologia
O nome do vale não tem nenhuma relação com o sol como estrela nem com nenhum antigo culto solar. Segundo Quirino Bezzi, a etimologia do topónimo Sole provavelmente deve-se a Sulis, a divinidade celta das águas que os romanos identificaram com Minerva. Isto seria corroborado pela existência ainda hoje no vale, em Peio e Rabbi, de fontes de águas termais.

## Geografia
Val di Sole está localizado na parte a noroeste da província de Trento, ao longo do curso alto do rio Noce. O vale está rodeado por vários grupos de montanhas e cadeias de montanhas de grande importância: o grupo de Ortles-Cevedale ao norte, o grupo de Brenta ao sul e o de Adamello-Presanella ao oeste. No curso do Noce inserem-se vários arroios menores, como o Meledrio, Vermigliana, Noce Bianco e Rabbiés.
O vale cobre um área de aproximadamente 610 km² e tem uma população residente de ao redor de 15.000 pessoas. A economia do vale superior baseia-se principalmente no turismo, tanto em verão como em inverno, especialmente nos centros de Peio, Passo Tonale, Folgarida e Marilleva. Outros recursos importantes são a bovina e a exploração florestal. De seus bosques extrai-se a trementina que se usa com frequência em medicina. Nos municípios mais baixos, que gozam de um clima menos rígido, é possível cultivar árvores frutais, especialmente macieiras e cerejeiras.
A capital de Val di Sole é o assentamento de Malè, localizado na parte central do vale e que representa um ponto de referência para toda a economia e as atividades do vale. Ao longo do vale há 14 municípios diferentes, incluídos os dois municípios de Rabbi e Peio, que se encontram em dois vales laterais.

## Desporto
O vale tem acolhido eventos desportivos de classe mundial. Em 1993 celebrou-se o Campeonato Mundial de Canoagem em Eslalon em águas do rio Noce. Também tem sido sede de várias etapas da Copa do Mundo de Esqui de fundo, e das edições de 2008, 2016 e 2017 do Campeonato Mundial de Ciclismo de Montanha, do que albergará a competição de 2021.